# 장석환 (축구 선수)
장석환(張碩桓, 2004년 10월 11일 ~ )는 대한민국의 축구 선수로, 포지션은 레프트백이다. 현재 K리그1 수원 삼성 블루윙즈 소속이다.